# Maison Sederholm
La Maison Sederholm (en finnois : Sederholmin talo) est une maison sur la place du Sénat dans le quartier de Kruununhaka à Helsinki.

## Histoire
La maison en pierre est construite en 1757 probablement par Samuel Berner pour le commerçant Johan Sederholm. La Maison Sederholm se trouve au croisement de la rue Aleksanterinkatu et de la rue Katariinankatu. C'est la plus ancienne maison du cœur historique d'Helsinki. Elle est voisine de la Maison Remander. De nos jours, elle est l'une des annexes du musée municipal d’Helsinki.